# 马拉拉·优素福扎伊
馬拉拉·优素福扎伊（Malālah Yūsafzay，məˈlaːlə jusəf ˈzəj；1997年7月12日—），又譯為瑪拉拉·優薩福扎伊，是巴基斯坦的一位以爭取女权和女性受教育权而聞名的活動家。2014年，年仅17歲的她獲得诺贝尔和平奖，是所有諾貝爾獎項中的最年輕獲獎人。

## 早年

### 童年

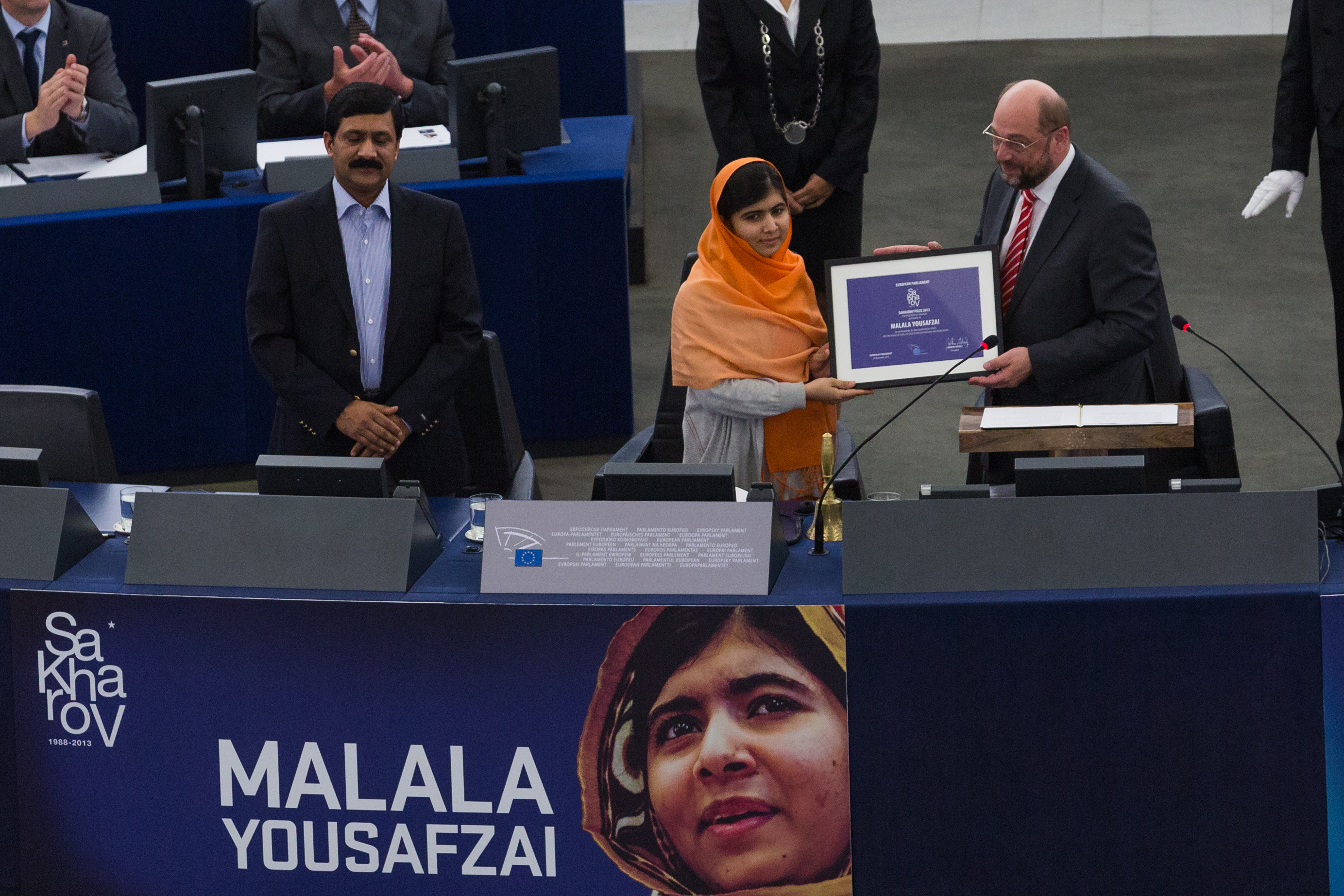
馬拉拉與父親齊亞烏丁·優素福扎伊，攝於2013年

1997年7月12日，优素福扎伊生于巴基斯坦西北部开伯尔-普什图省斯瓦特县的一个逊尼派穆斯林家庭。她的名字马拉拉意为“悲痛欲绝”，源于阿富汗南部著名的普什图女诗人和女战士邁萬德的馬拉萊。而她的姓氏优素福扎伊，源于巴基斯坦斯瓦特山谷的大型普什图部落联盟，是她生长的地方。她的家在明戈拉，有两个弟弟、父母——齊亞烏丁和索尔·佩卡和两只宠物鸡。斯瓦特是著名的旅游景点，其自然风光和优美景色，吸引了成千上万的游客到此一遊，就连英国女王伊丽莎白二世造访该地区时，称赞它是“东方的瑞士”。
优素福扎伊有一口流利的普什图语、英语和乌尔都语，很大程度上受到担任克胡肖尔公立学校校长、著名诗人、教育活动家父亲齐亚乌丁·优素福扎伊的教育。优素福扎伊在一次采访中曾表示自己想成为一名医生，后来在父亲的鼓励下才改为当政治家。齐亚乌丁提到了女儿的过人之处，把两个弟弟送上床后，他允许女儿晚上熬夜谈论政治。
早在2008年9月，优素福扎伊就开始谈论教育权，她的父亲把她带到白沙瓦当地的媒体俱乐部发表演讲。“塔利班怎能剥夺我最基本的受教育权？”优素福扎伊在演讲向观众的发问，被整个地区的媒体和电视媒体报道。

### BBC博客写手
2008年底，英国广播公司乌尔都语网站编辑阿米尔·艾哈迈德·汗跟同事们探讨报道斯瓦特县塔利班势力影响力越来越大的新方法，提议找一个女学生在匿名博客上记录生活。于是他们的驻白沙瓦记者阿卜杜勒·海卡卡尔，联系上当地一所学校的老师齐亚乌丁·优素福扎伊，但没有找到愿意做这件事的学生，他们的家人认为这太危险。最后，优素福扎伊推荐了自己11岁的女儿马拉拉。当时，以法兹鲁拉大毛拉为首的塔利班武装分子，接管了斯瓦特山谷，禁止电视、音乐、女生上学以及女人逛街。被斩首的警察尸体就被悬挂在镇里的广场。起先，她父亲学校一个名叫艾莎的女孩，答应写一篇日记，但遭到其担心受到塔利班报复的父母的反对。唯一的选择，就是当时读七年级的、比艾莎小四岁的优素福扎伊。她得到了BBC编辑的一致同意。
“尽管已经详细报道了斯瓦特的恐怖政治，但对普通人在塔利班统治下过着的生活知道得太少。”BBC乌尔都语部前主编米尔扎·瓦希德表示。出于对优素福扎伊的担心，BBC的编辑坚持让她用化名。她的博客文章署名为“Gul Makai”（乌尔都语“矢车菊”的意思），普什图族民间传说裡的一个角色。
2009年1月3日，优素福扎伊的首篇文章在BBC乌尔都语博客发布。她亲手写下笔记，交由记者利用电子邮件发送。博客记录了优素福扎伊在斯瓦特縣第一次戰爭期间的想法。军事行动让少女减少在学校中的现身，直至最后学校被关闭。
2009年1月15日，塔利班颁布禁令禁止女孩上学，并炸毁一百多所女子学校。禁令生效前的那个夜晚，睡梦中的优素福扎伊被炮火的喧闹声惊醒数次。第二天，优素福扎伊的博客摘要首次被当地报纸刊登。

#### 学校禁令
禁令生效后，塔利班继续破坏当地学校。五天后，优素福扎伊在她的博客中写道，自己仍为考试复习：“我们每年放假后都会有考试，但这次想要成为可能，塔利班得让女孩们重返校园。我们被告知要为考试准备某些章节，但我不喜欢学校。”
2009年2月，女子学校仍被关闭。在一片声讨中，民办男子学校于2月9日重新开放。2月7日，优素福扎伊和弟弟回到他们在明戈拉的家乡，那里的街道冷冷清清，“寂静得可怕”。“我们去超市为母亲准备礼物，但它关门了，以前它是营业到深夜的。其他的店也关门了”。她在博客中写道，家被洗劫，电视被偷。
男校重开后，塔利班解除了实行男女同校的女子小学教育的限制，但女性专门学校仍被关闭。优素福扎伊写道，原本700名学生的学校，仅有70个人来上课。
2月15日，明戈拉的街道爆发枪声，父亲安慰优素福扎伊：“不要怕，这是和平的枪声”。她的父亲在报纸上读到，政府和武装人员将在第二天签署停火协议。当天晚上，塔利班在FM电台宣布和平协议，而外头又是一阵强烈的炮火声。2月18日，优素福扎伊在全国性时事节目《首都谈话》中，表示反对塔利班。三天后，当地塔利班领导人法兹鲁拉大毛拉在自建的FM电台中，宣布解除妇女的教育禁令，女孩将被允许上学，直至3月17日举行考试，上学必须穿罩袍。

### 无家可归
BBC的日记结束后，优素福扎伊和父亲接触到想要拍纪录片的《纽约时报》记者亚当·B·埃利克。五月份，巴基斯坦政府军开进斯瓦特县，在第二次战争中重新获得控制权。明戈拉全城疏散，优素福扎伊的家人被迫分开，过上流离失所的日子。父亲到白沙瓦参加抗议，游说支持者，而她被送往乡下亲戚家。“我没书看时真的很无聊。”优素福扎伊在纪录片中表示。
当月，在记者招待会上批评武装分子后，优素福扎伊的父亲就收到塔利班指挥官透过电台发布的死亡威胁。优素福扎伊的行为，让父亲深受触动。那年夏天，她首次立志成为政治家，而非曾经想要当的医生。
7月初，难民营爆棚。总理發表了一份令人期待已久的公告，称返回斯瓦特山谷是安全的。巴基斯坦政府军将塔利班从城市中赶走，将其逼入乡下。2009年7月24日，优素福扎伊和家人们在家里团聚。他们的第一站，是要会见一群受到美国总统贝拉克·奥巴马的阿富汗和巴基斯坦特别代表，理查德·霍布鲁克接见的基层活动家。优素福扎伊恳求霍布鲁克干涉当前局势：“尊敬的大使，如果你能帮助我们接受教育，就帮助我们吧。”当她的家人终于回到家里时，发现房子毫发未损，学校也只是照明设施受损而已。

### 初涉政坛
纪录片上映后，优素福扎伊接受国家普什图语电台AVT Khyber、乌尔都语《Daily Aaj》和加拿大《多倫多星報》的采访。2009年8月19日，她第二次首先在《首都談話》节目中。2009年12月的文章揭示出其BBC博客写手的身份。她也开始出现在电视上，公开主张女性教育。
2011年10月，南非活动家、大主教德斯蒙德·图图，提名优素福扎伊为荷兰国际儿童维权组织KidsRights的国际儿童和平奖。她是首位获得该奖提名的巴基斯坦女孩。该公告称：“马拉拉敢于为自己和其他女孩挺身而出，利用国内外媒体，让全世界知道女孩子也要有上学的权利。”该奖项最终由南非的麦克拉·麦克罗夫特获得。
她的公众形象，在两个月后的12月获得巴基斯坦首届全国青少年和平奖后进一步上涨。2011年12月19日，优素福·拉扎·吉拉尼总理授予她全国青少年和平奖称号。在获奖演说中，优素福扎伊坚持自己不属于任何政党，但希望能建立以自己为代表促进教育的全国性政党。应她的要求，总理指示有关部门在斯瓦特·蒂格里大学建立IT园区，并以她的名字命名。到2012年，优素福扎伊正筹备援助贫困女童上学的马拉拉教育基金会。当年7月，她出席国际马克思主义趋势巴基斯坦支部“阶级斗争”主办的全国马克思主义暑期学校，向第32次巴基斯坦国际马克思主义倾向代表大会发表消息，感谢他们“给予我去年夏天在斯瓦特的马克思主义暑期学校演讲的机会，向我介绍马克思主义和社会主义。”

## 受到枪击
随着馬拉拉逐漸出名，她受到越來越多的威脅。報紙上都曾出現威脅殺死她的訊息，而她亦常常接到從門縫里塞進來的恐嚇信息。作為一名活躍的Facebook用戶，她亦收到不少網絡上的恐嚇信息。但這些恐嚇者一直未有實施行動，2012年夏季巴基斯坦塔利班的一次集會上，這些恐怖分子決定殺死馬拉拉。
2012年10月9日放學途中，當時15歲的馬拉拉坐著校車行經巴基斯坦西北部史瓦特河谷，遭遇巴基斯坦塔利班運動蒙面武裝分子，當時蒙面歹徒高喊：“誰是馬拉拉？若不說出來就殺死所有人”，在被認出之後遭到三次槍擊，其中一顆子彈穿過頭部、頸部，最終留在肩膀裡。還有另外兩名名叫Kainat Riaz和Shazia Ramzan的女孩遭到槍擊。

### 治療
遭到槍擊後，馬拉拉陷入昏迷，被空運到白沙瓦的一家軍醫院，當時因為子彈穿過了大腦，其大腦左半部分已經開始腫脹。經過三個小時的手術，醫生成功取出了卡在肩膀附近脊髓周圍的子彈。次日醫生實施開顱減壓術，移除了馬拉拉的一部分頭骨以給予大腦腫脹的空間。
2012年10月11日，一組巴基斯坦和英國醫生決定將馬拉拉轉移到拉瓦爾品第的空軍心臟病學研究所。巴基斯坦內政部長雷曼·馬利克當時說等到病情轉好，馬拉拉會被轉移到德國接受更好的治療。並會有一隊醫生隨行，政府將會負擔起其醫藥費用。10月13日醫生減少了馬拉拉的鎮定劑用量，而後者已經可以活動四肢了。
馬拉拉接到了來自許多國家的醫療幫助，10月15日她前往英國接受進一步治療，在迪拜轉機後抵達伯明翰，在伯明罕伊麗莎白女王醫院接受治療。 10月17日馬拉拉脫離昏迷狀態，據說可以完全恢復腦部損傷。11月8日出現了她坐在床邊的照片。
2013年1月3日，馬拉拉自伯明翰伊麗莎白女王醫院出院，並在其家人位於西密德蘭的臨時居所中。2月2日接受五小時的手術以重構頭骨并恢復聽力。同年3月進入伯明翰的女子學校艾奇巴斯頓高中學習。
她在2015年中等普通教育證書考試（GCSE）中考獲六科A*和四科A的優異成績。

### 各界反應

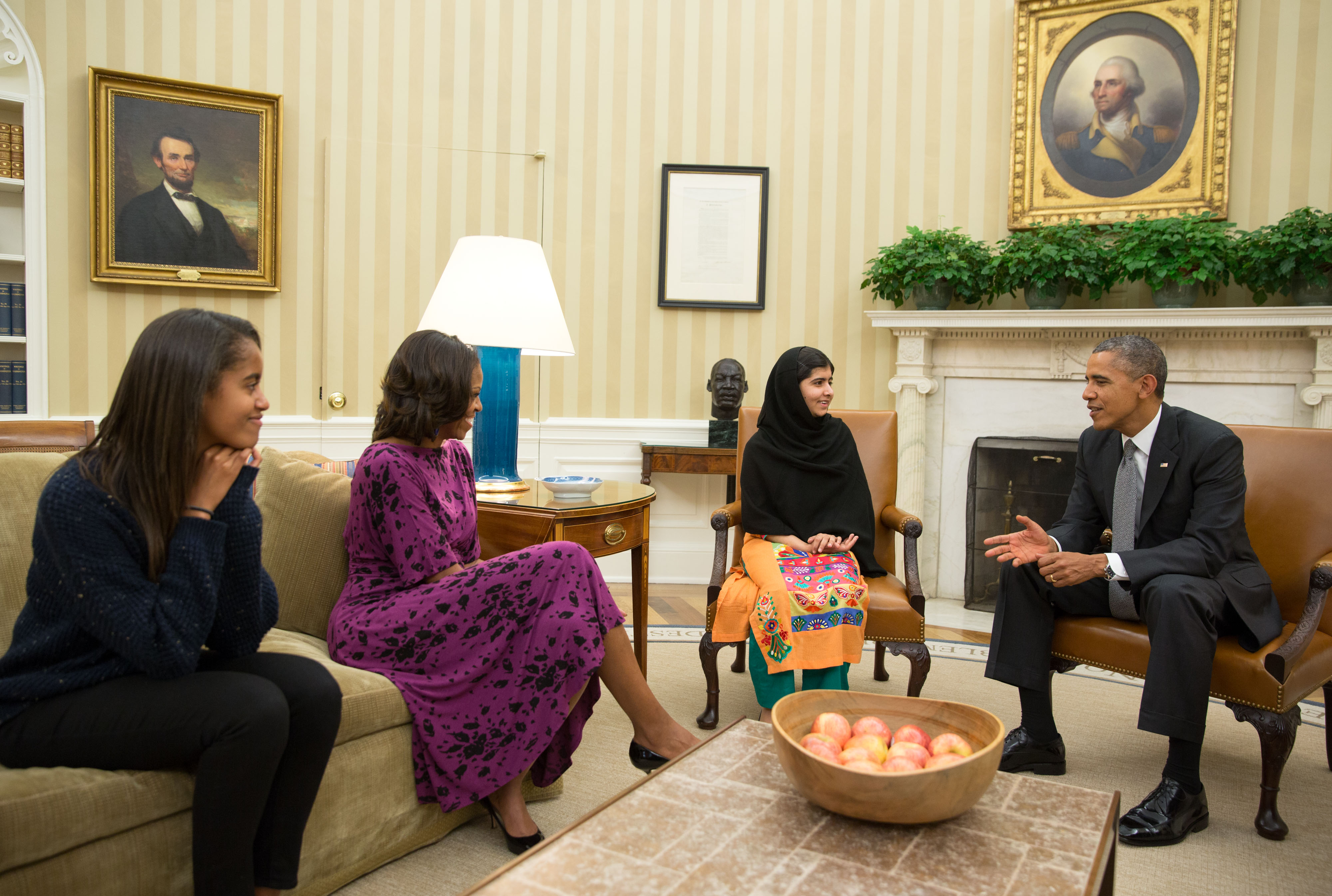
2013年10月11日，贝拉克·奥巴马、米歇爾·奧巴馬及其女兒瑪利亞在橢圓形辦公室會見馬拉拉

這次刺殺行動引發世界各地人士對恐怖分子的強烈譴責和對馬拉拉的同情，其中不乏美國總統貝拉克·奧巴馬和聯合國秘書長潘基文等政要，和麥當娜、安吉麗娜·朱莉等社會名流。巴基斯坦各大城市多次出現示威活動，社會各界人士也開始督促巴基斯坦政府進行教育改革，有超過200萬人簽署了教育權利請願書，使得巴基斯坦的第一條教育權利法案得以通過。巴基斯坦政府懸賞1000萬盧比捉拿兇犯。
巴基斯坦塔利班的發言人Ehsanullah Ehsan宣佈對此次襲擊負責，並說馬拉拉是“淫褻的象征”，並說如若此次行動沒有達到預期的殺死馬拉拉的目的，他們將再次發動襲擊。襲擊過後的幾天中，塔利班反復強調其主張，並說馬拉拉是被其父洗了腦：“我們多次警告他不要再讓其女兒對我們進行骯髒的語言攻擊，但他並未聽從，使得事情發展到了這樣的極端境地”。塔利班認為他們的行動是有可蘭經支持的正義之舉：“宣傳反伊斯蘭和伊斯蘭勢力者必將被殺”。
2012年10月12日，50位伊斯蘭教士聯合發佈了一條伊斯蘭教令，反對塔利班武裝人員試圖殺死馬拉拉的行動。逊尼派联盟委员会成員公開譴責塔利班不應用宗教正義來粉飾其襲擊馬拉拉和她的同學的行為。但一些極端政黨和勢力也撒播出了陰謀論，例如這是美國中央情報局的陰謀，後者以此作為發動無人機襲擊的藉口。有時馬拉拉也被打上“美國間諜”的標籤。

## 國際行動
在博科聖地綁架了200多位尼日利亞女學生後，馬拉拉也加入了#bringbackourgirls聲援行動，隨後她更身體力行前往當地訪問，呼籲釋放被綁架的所有少女。
她到達後探望被綁學生的親屬，並與當地總統喬納森會面。之後她與逃出生天的女學生們一起過了17歲生日，並與她們一起踢足球。

## 學業
2017年8月17日，馬拉拉在社交網站Twitter表示，獲英國牛津大學錄取，將入学修讀哲學、政治和經濟學。2020年6月19日，她表示已經順利完成她的學位，並將以榮譽成績畢業。

## 著作

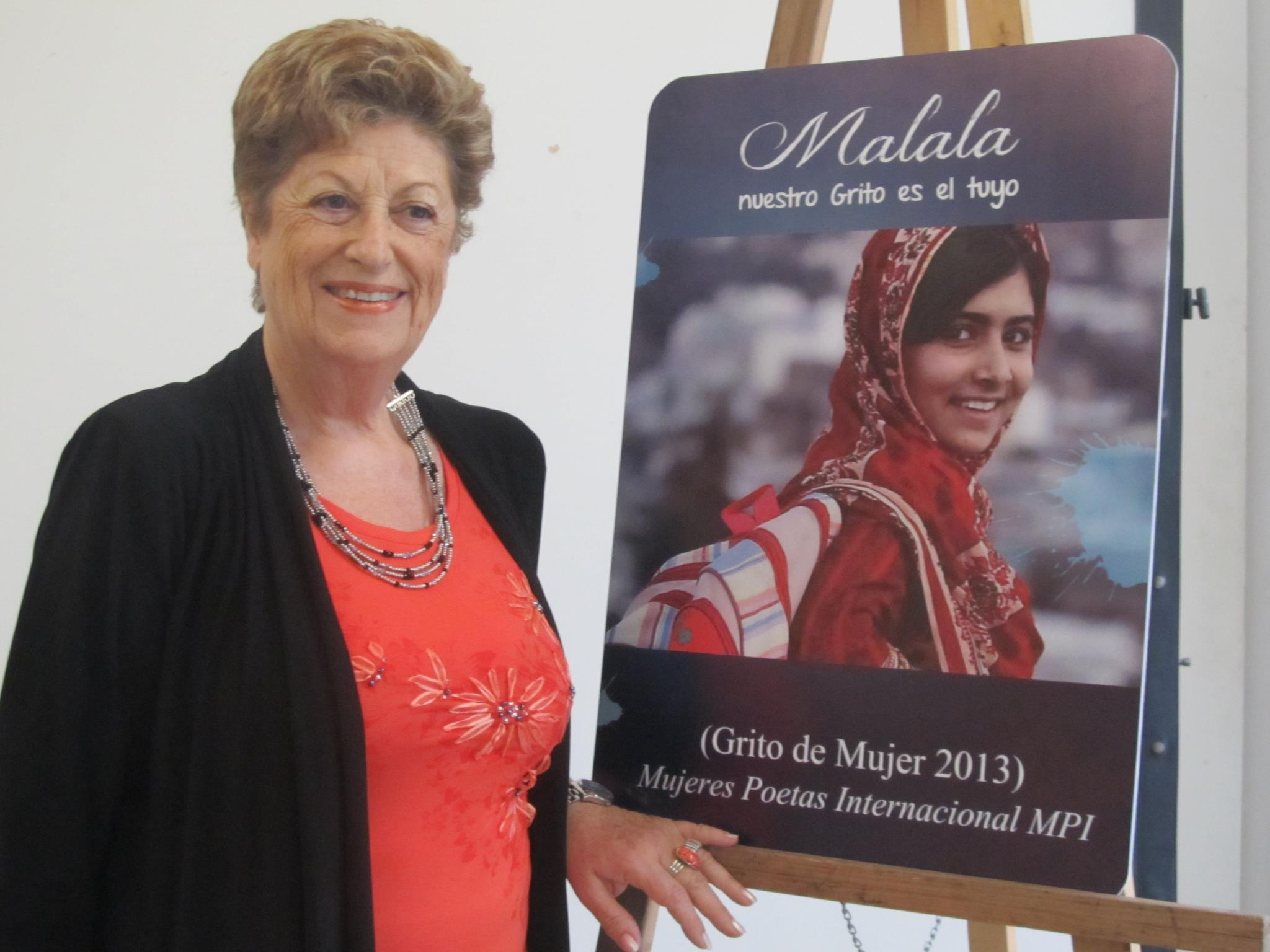
2013年在阿根廷舉辦的國際詩歌節，以表彰馬拉拉

馬拉拉的回憶錄《我是馬拉拉：一位因爭取教育而被槍擊的女孩》（I Am Malala: The Story of the Girl Who Stood Up for Education and was Shot by the Taliban，ISBN 9780316322409），是英國籍記者克莉絲汀娜·拉姆與她合著，在2013年10月由利特尔布朗公司出版。英國《衛報》稱呼這本書「無所畏懼」、「仇恨散播者以及陰謀論恐怖份子都應該好好讀這本書」，儘管同時衛報的評論家也批判此書「生硬、自以為無所不知的外派記者觀點」和馬拉拉的論述交織在一起並不和諧。《華盛頓郵報》的評論家認為這本書「十分迷人」並寫道「沒有比這本書更能夠讓人遙想戰爭的歷程（也許除了安妮的日記以外）」。
巴基斯坦私立學校聯盟聲明因為不尊重伊斯蘭文明以及其「負面」的影響，這本書將會被其下152,000個成員機構所查禁。巴基斯坦的調查編輯安沙·阿巴西描述此作品「為指控馬拉拉是一名西方派來反對伊斯蘭文明和巴基斯坦『特務』的批評，提供了『具體』的證據」。
| 出版日期 | 書名 | 作者                                 | 譯者   | 出版社 | ISBN               |
| -------- | --- | ------------------------------------ | ------ | ------ | ------------------ |
| 2014年   | 《我是馬拉拉【青少年版】：一位因爭取教育而改變了世界的女孩》（I Am Malala：How One Girl Stood Up for Education and Changed the World Young Readers Edition） | 馬拉拉．優薩福扎伊, 克莉絲汀娜．拉姆 | 朱浩一 | 愛米粒 | ISBN 9789869094627 |

## 獎項
2013年10月10日，她获得欧洲议会颁发的萨哈罗夫奖。10月11日，與美國總統歐巴馬夫婦在白宮會面。馬拉拉致力爭取巴基斯坦婦女教育權利，是2013年諾貝爾和平獎的熱門人選之一，但由禁止化學武器組織獲獎，暫時與它擦身而過。
2014年，馬拉拉終於與凱拉西·薩塔亞提共同获得诺贝尔和平奖。她在获奖时年仅17岁，也成为诺贝尔奖历史上最年轻的获奖者，亦是巴基斯坦繼阿卜杜勒·萨拉姆之後史上第二位諾貝爾獎得主。馬拉拉曾說：「得諾貝爾和平獎不是我的目標。我的目標除了世界和平，還希望每個小孩都能接受教育。」
2014年10月29日馬拉拉獲世界兒童獎基金會在瑞士接受世界兒童獎，她成為世界上第一位在同一年贏得諾貝爾和平獎和世界兒童獎的人。